# Осиная талия

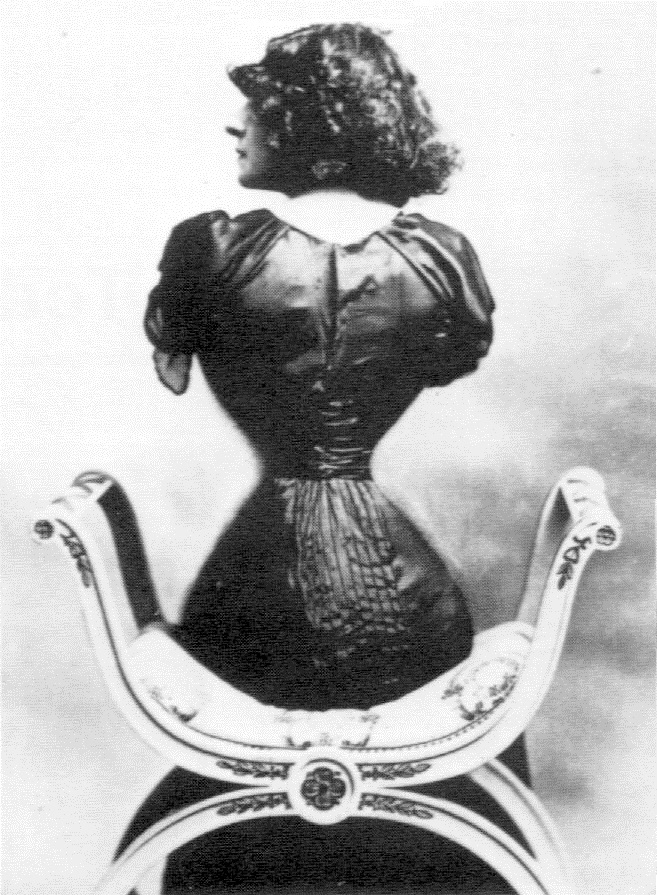
Полер, французская актриса, известная своей осиной талией.

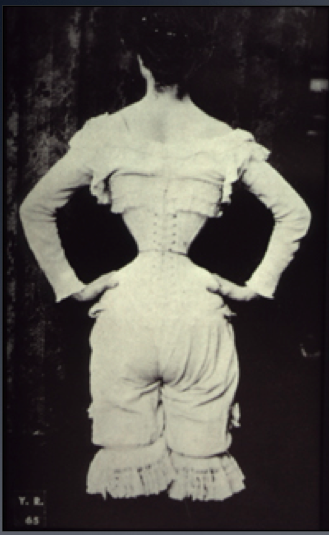
Фотография (1890 г.)

Осиная талия — это модный женский силуэт, созданный на основе корсета и пояса, который был популярен в разные периоды в XIX и XX веках. Его основной особенностью является резкий переход от грудной клетки естественной ширины к чрезвычайно тонкой талии с изгибающимися внизу бёдрами. Он получил своё название из-за сходства с сегментированным телом осы. Резко затянутая линия талии также подчёркивает бёдра и бюст.

## История
В XIX веке, в то время как средний размер талии в корсете варьировался от 58 до 79 сантиметров, размеры осиной талии от 41 до 46 сантиметров были редкостью и не считались привлекательными. Женские журналы писали о побочных эффектах тугой шнуровки, заявляя, что «если дама связывает и подпоясывает себя до тех пор, пока талия не достигнет двадцати трёх дюймов, а в некоторых случаях и до двадцати одного дюйма, это делается за счёт комфорта, здоровья и счастья». Вместо этого в моде было создание иллюзии тонкой талии благодаря использованию пропорций, расположению полос и цвету. Для создания иллюзии осиной талии иногда использовалась ретушь фотографий.
Экстремально тугая шнуровка в 38-46 сантиметров была модной особенностью в конце 1870-х и 1880-х годах, и эта мода закончилась примерно в 1887 году.
Понятие «осиная талия» так же существовало и существует в образе мужской моды у Черкесской народности. Даже существовал тест на соответствие - если кошка сможет пролезть под талией спящего горца то он, однозначно, молодой Черкес.

## Влияние на здоровье
Среди множества медицинских проблем, от которых женщины страдали, чтобы достичь столь радикальных размеров, были деформированные ребра, ослабленные мышцы живота, деформированные и вывихнутые внутренние органы и респираторные заболевания. Смещение и нарушение формы репродуктивных органов значительно увеличивает риск выкидыша и материнской смертности.